# Црни дујкер
Црни дујкер (лат. Cephalophus niger) је врста дујкера.

## Угроженост
Ова врста је наведена као последња брига, јер има широко распрострањење и честа је врста.

## Распрострањење
Ареал црног дујкера обухвата већи број држава у западној Африци. Врста живи у Бенину, Буркини Фасо, Гвинеји, Сијера Леонеу, Нигерији, Обали Слоноваче, Гани, Либерији и Тогу.

## Станиште
Станишта црног дујкера су шуме, саване и речни екосистеми. 